# Ernst Stendel
Ernst Stendel (* 28. November 1879 in Aurich; † 8. August 1951 in Leer) war ein deutscher Jurist und Politiker (DVP, CDU).

## Leben
Nach dem Besuch des Gymnasiums studierte Stendel Rechtswissenschaften an der Georg-August-Universität Göttingen. Seit 1898 gehörte er der schwarzen Verbindung Frisia (seit 1913 Burschenschaft Frisia Göttingen) an. Im Anschluss trat er in den preußischen Justizdienst ein, wurde 1921 zum Amtsgerichtsrat ernannt und fungierte seit 1925 als Landgerichtsdirektor am Landgericht Leer. Darüber hinaus hatte er zum Doktor der Rechte promoviert.
Während der Zeit der Weimarer Republik trat Stendel in die DVP ein. Er war von 1919 bis 1921 Mitglied der Verfassunggebenden Preußischen Landesversammlung und wurde anschließend in den Preußischen Landtag gewählt, dem er bis 1933 angehörte. Hier war er von 1925 bis 1928 neben Rudolf von Campe und von 1928 bis 1932 neben Wilhelm Schwarzhaupt Vorsitzender der DVP-Fraktion.
Stendel trat nach dem Zweiten Weltkrieg in die CDU ein. Von 1948 bis 1950 war er Bürgermeister in Leer und danach bis zu seinem Tode Landrat des Kreises Leer.